# نادي تشينايين
نادي تشينايين (بالتاميلية: சென்னையின் எஃப்சி)‏ نادي كرة القدم الهندي الذي يوجد مقره في شيناي، تاميل نادو. وقد أنشئ النادي في أغسطس 2014 خلال الموسم الافتتاحي للرابطة الهندية الكبرى.